# Loxoconcha multifora
Loxoconcha multifora är en kräftdjursart som först beskrevs av Norman.  Loxoconcha multifora ingår i släktet Loxoconcha och familjen Loxoconchidae. Inga underarter finns listade i Catalogue of Life.